# Ерік I (король Данії)
Ерік I Добрий (чи Завжди Добрий, інколи Ерік I Великодушний; 1055 — 10 липня 1103) — король Данії у 1095–1103 роках, характерною рисою правління якого було зміцнення данської церковної ієрархії.

## Життєпис
Походив з династії Естрідсенів. Син Свейна II, короля Данії. Під час правління свого брата Кнуда IV підтримував його. За це отримав титул ярла Зеландії. Під час селянського повстання проти короля Ерік спочатку переховувався у Зеландії, потім втік до провінції Сконе, а потім до Швеції. Тут він перебував під час правління свого зведеного брата Олафа I. Після смерті останнього у 1095 році Еріка було обрано новим королем, й він повернувся до Данії.
У внутрішній політиці новий король намагався з одного боку запровадити закон й порядок, знищити грабіжницькі банди, особливо на півдні Ютландії, а з іншого — зміцнити данську церкву. Спочатку йому вдалося розбити грабіжників, більшу частину яких складали німці. Останні незабаром знайшли прихисток на о. Рюген. Тоді Ерік I атакував острів, після захоплення якого передав як феод своєму небожеві Хенріку.
У 1101 році було укладено мирну угоду з Магнусом III, королем Норвегії, та Інге I, королем Швеції.
Щоб не залежати від німецьких священників, король запросив англійських монахів-бенедиктинців. У справі здолання підпорядкування данських священників архієпископам Бремена-Гамбурга король досяг мети лише у 1103 році, коли Папа Римський Пасхалій II затвердив Лундське архієпископство, яке займалося не лише Данією, а й Швецією та Норвегією. Водночас Ерік I домігся беатифікації Кнуда IV, що відбулася у 1101 році.
Після цього король вирушив на прощу до Єрусалима (через Новгород, Київ, Константинополь), проте помер у дорозі в 1103 році у місті Пафос на острові Кіпр.

## Родина
Дружина (одружився до 1086) — Боділь Труготсдотір (бл.1056—1103), донька ярла Тругота Ульфсена Фагерскінда та Торгунни Вагнсдотір.
Діти:
- Кнуд Лавард (1096—1131)
- Боділь Еріксдотір

Коханки
Діти:
- Гаральд Спис (1080—1135), регент Данії, претендент на корону
- Рагнхільда, мати майбутнього короля Данії Еріка III
- Бенедикт
- Ерік II (1100—1137)